# جواو سيمويس لوبس نيتو
جواو سيمويس لوبس نيتو ( 9 مارس 1865 - 14 يونيو 1916) (بالبرتغالية João Simeses Lopes Neto)، مؤلف حكايات وكاتب مسرحي ومؤرخ وفولكلوري، أحد أهم ممثلي الإقليمية البرازيلية. إن نتاجه الأدبي مكرس برمته لريو غراندي دو سول. ولد هناك بالقرب من بيلوتاس ضمن عائلة غنية. درس الثانوية في ريو دي جانيرو وليس من من المؤكد أنه درس دراسات عليا. وفي العام 1882، ولأسباب صحية عاد إلى بيلوتاس التي عاشر فيها المجتمع المحلي ممارسًا عدة مهن:- كاتب بالعدل، صناعي، مدرس وصحافي- فبدد ميراثه بسرعة. أعطته الصحافة فرصة إظهار ميله ككاتب: ففي العام 1888 أصدر في الصحافة سلسلة من «الثمانيات» بعنوان (مفرقعات). إلا أن لا مقالاته في الصحف ولا المجلدات التي نشرها فيما بعد في مدينة بيلوتاس الصغيرة جلبت له الشهرة في حياته.

## سيرته
كان مثقفًا ومتأثرًا بالأدباء الفرنسيين وبأفكار عصره العلموية، ووجد في «مذهب ماقبل الحداثة» (هي حركة رأت النور في البرازيل في بداية القرن التاسع عشر تحت تأثير البرناسية) وفي الإقليمية الأدوات اللغوية ومناهج دراسة الأساليب الضرورية لتفتح موهبته. وبما أنه يعرف جيدًا تاريخ سهول الجنوب المعشوشبة، فحاول حمايتها الارتباط بتقليد يغوص بجذوره في الأدب الشعبي الشفهي الذي حاول حمايتها في (قوّال غارشو، 1910). لقد سبق وطور هذا التقليد أدباء مثل كالدري إي فيانو، آ بورتو آليغري، ج، ب، دوس سانتوس، فقد اصطنعوا لغة gauchesca الأدبية التي كانت لغة برتغالية محلية أُثريت بالمصطلحات الأسبانية وبكلمات أهلية. وغرف سيمويس لوبس كثيرًا من هذه المصادر اللغوية، وبتوسله تقنيات غربية لمواطنية، أصبح واحدًا من أكبر الكتاب الإقليميين في البرازيل، مُدخلًا في الأدب الرفيع جملة من القصص والخرافات والأمثال والنوادر والخرافات الشعبية. وفي عصر حولت فيه التبدلات الناتجة عن الثورة الصناعية الوضع الاجتماعي لشعب ريو غراندي تحولاً عميقًا، عظّم شعب ريو غراندي المتأمثل منذ الأزمنة البطولية. ثم انتقل شيئًا فشيئًا من الحنين غلى المحاكاة الساخرة، أمام هذا الكائن الذي نزعت من هالته الأسطورية بعد غوصه في واقع يجديد. الجانب الأول هو جانب (حكايات من بلد الغوشو، 1912)، (أساطير الجنوب)، والجانب الثاني هو جانب (قصص روموالدو).